# 福井県道173号上小池勝原線
福井県道173号上小池勝原線（ふくいけんどう173ごう かみこいけかどはらせん）は、福井県大野市にある一般県道である。福井県土木部道路管理課の奥越土木事務所が管理を行っている。特別豪雪地帯にあり、大野市下打波から北側の区間は積雪期や残雪期に通行止めとなる。

## 路線概要

### 路線データ
- 本線：Google マップ
- 起点：福井県大野市上小池（＝小池公園前）
- 終点：福井県大野市西勝原（＝国道158号交点）

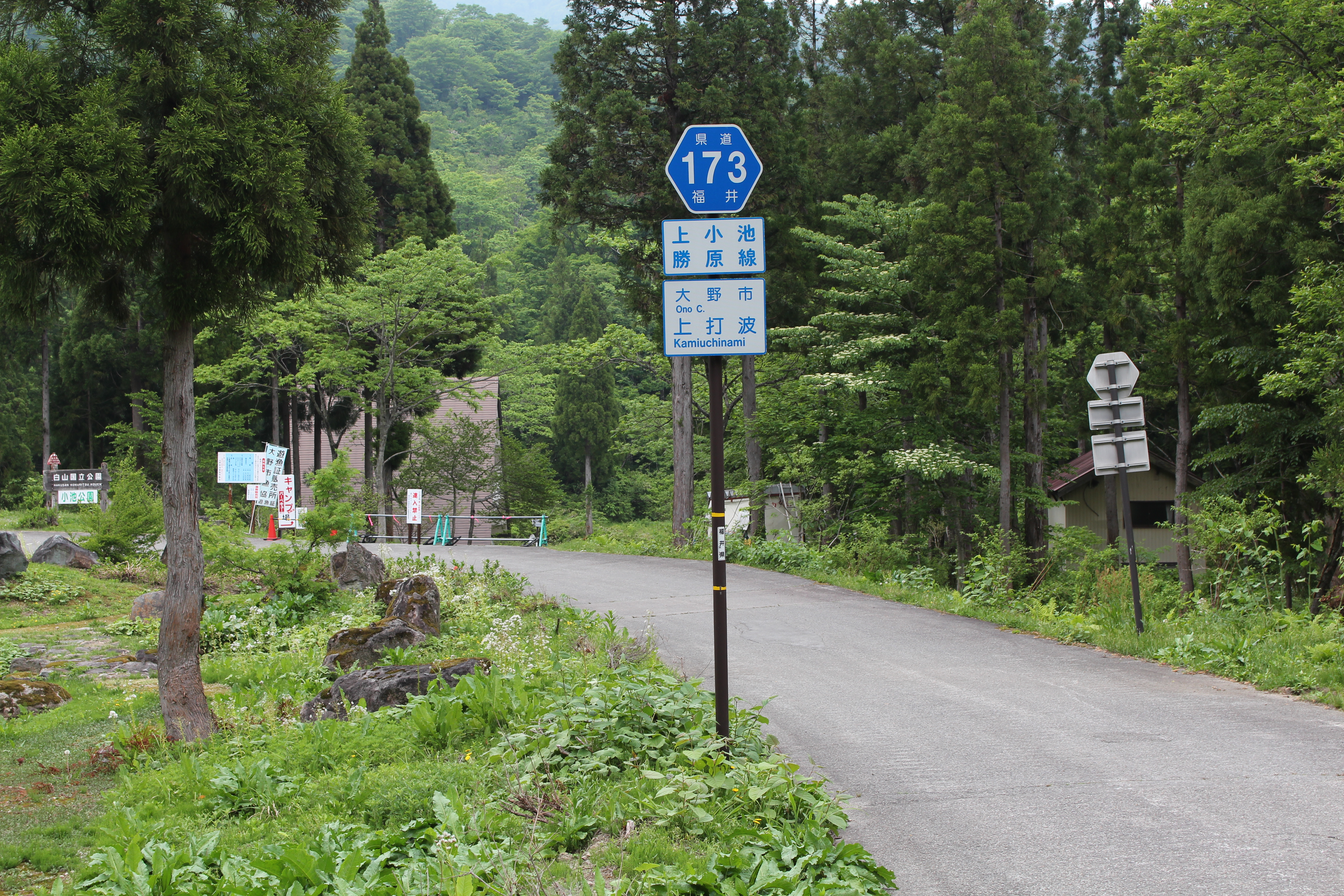
起点周辺の小池公園前
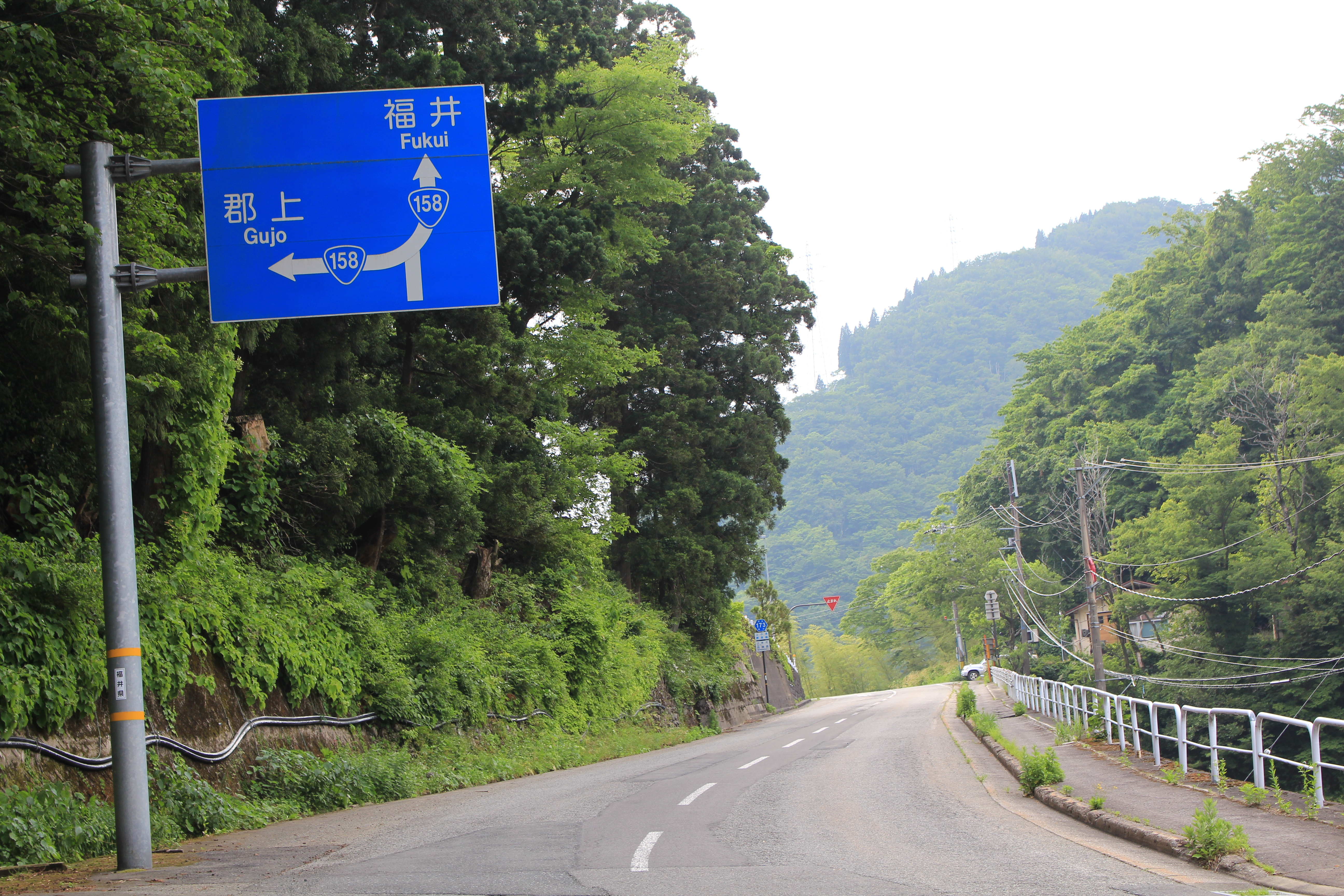
終点の国道158号への接続部

## 接続道路
- 国道158号（大野市西勝原、終点）

## 沿線周辺
- 小池公園 - キャンプ場があり、刈込池と三ノ峰への登山口

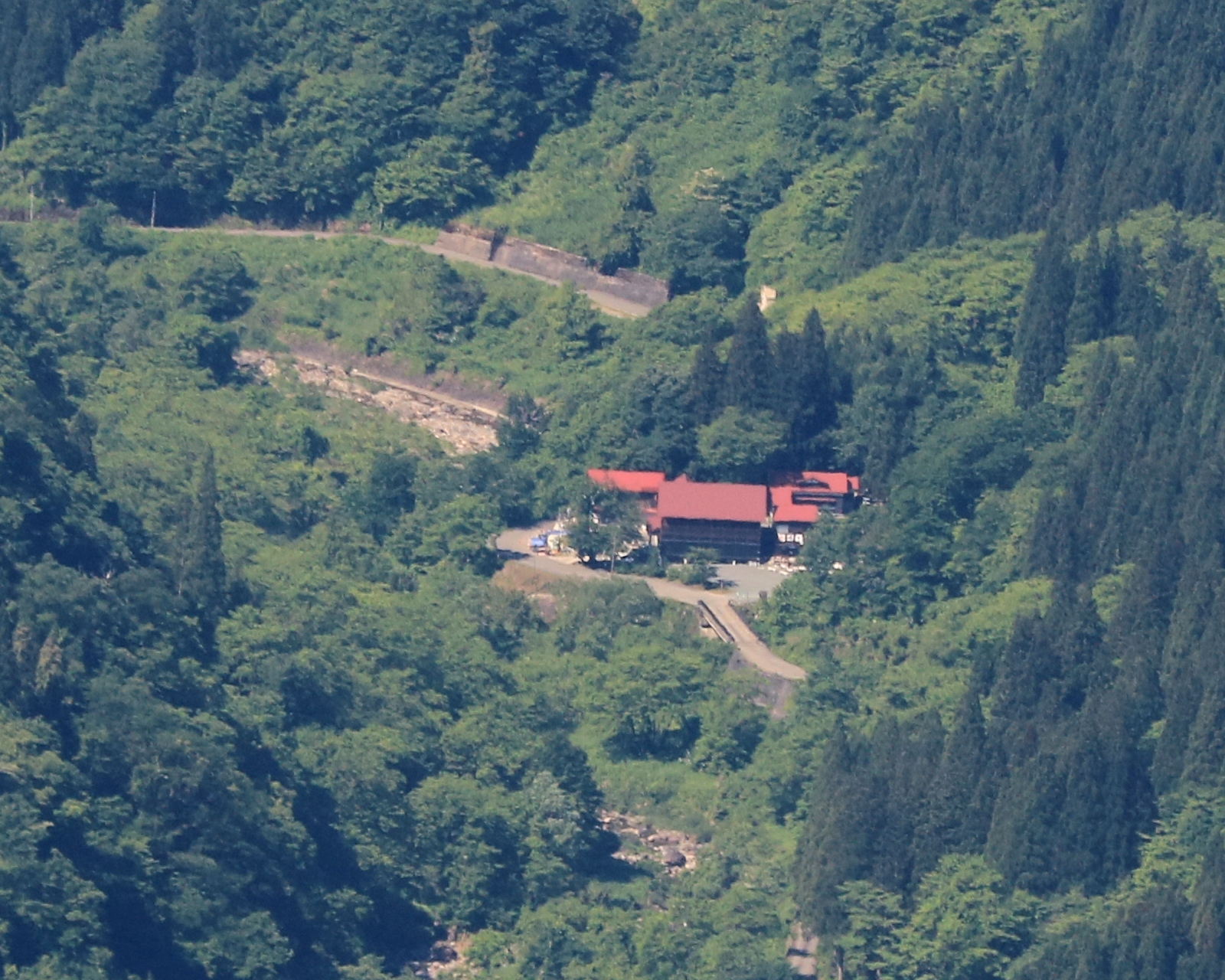
両白山地の三ノ峰から望む沿線の打波川の右岸にある鳩ヶ湯温泉

- 鳩ヶ湯 - 赤兎山への登山口
- JR越美北線 勝原駅
- 九頭竜峡